# Das geheime Königreich
Das geheime Königreich (El Regne Secret), op. 50, és una òpera en un acte composta per Ernst Krenek sobre un llibret del mateix compositor, i la segona d'una trilogia en un acte (amb Der Diktator i Schwergewicht, oder Die Ehre der Nation) que foren estrenades el 6 de maig de 1928 al Hessisches Staatstheater Wiesbaden al Mai-Festwoche Wiesbaden. És subtitulada Märchenoper in 1 Akt (òpera de conte de fades en un acte) i ha estat anomenada com una òpera de conte de fades satírica.

## Història
Una nota a la premsa de l'editor Universal Editio (UE), probablement del final de 1927 titulat Ein Einakter-Zyklus (Un cicle d'un acte) anunciava que Ernst Krenek havia compost tres òperes d'un acte després de l'èxit de Jonny spielt auf, per ser estrenades al Festspiele Wiesbaden de 1928. Va ser el primer festival des de 1914.

## Personatges
| Rol                   | Tipus de veu                    | Repartiment de l'estrena, 6 maig 1928 Director: Joseph Rosenstock |
| --------------------- | ------------------------------- | ----------------------------------------------------------------- |
| Rei                   | baríton                         | Herr (Karl) Köther                                                |
| Reina                 | coloratura soprano              | Frl. (Anny) van Kruyswyk                                          |
| Jester                | baríton                         | Herr (Heinrich) Hölzlin                                           |
| Rebel                 | tenor                           | Eyvind Laholm                                                     |
| 3 senyores que canten | soprano, mezzosoprano, contralt | Fr. (Therese) Müller-Reichel, Frl. Bommers, L. Haas               |
| Primer revolucionari  | tenor buffo                     | Herr (Heinrich) Schorn                                            |
| Segon revolucionari   | baix buffo                      | Herr Mechler                                                      |
| Guàrdia               | tenor                           |                                                                   |